# 연재소설

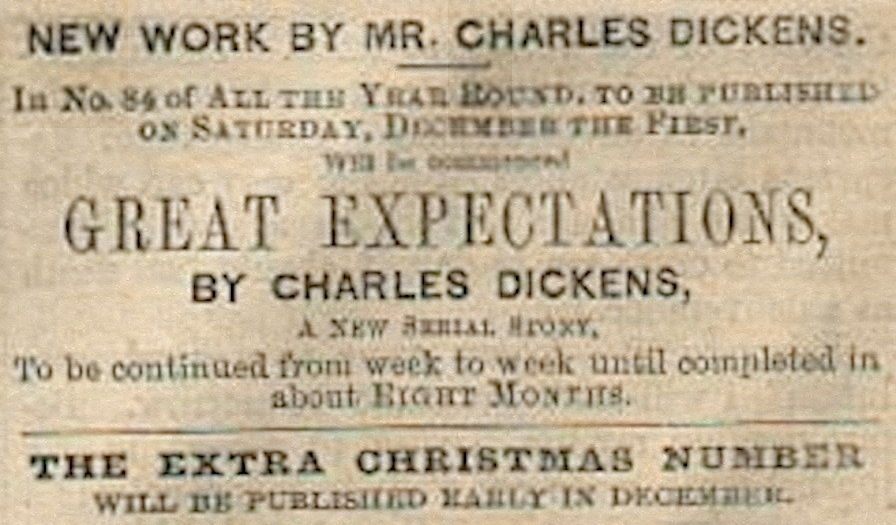
찰스 디킨스의 위대한 유산 광고. 1860년 12월부터 1861년 8월까지 매주 문학잡지 《올 더 이어 라운드》(All the Year Round) 연재.

문학에서 연재물(連載物, serial) 또는 연속 게재물(連續揭載物)은 거대한 작품 또는 이야기 하나의 인쇄 및 발표·게재 형식이며, 더 적고 연속적인 일정 분량을 1회분으로 삼아 계속하여 이루어진다. 주로 연재소설(連載小說)처럼 하나의 주제에 의한 작품을 여러 차례에 걸쳐 발표하는 형식이다. 장편 소설 등이 이 형태를 취할 수 있다. 또한 연재소설은 주로 잡지 · 신문 · 웹 사이트 등에 게재되기 때문에 이를 발표할 때 미디어에 의존하는 경우도 많다.
한편 1회분 분량은 또한 번호 또는 부분, 분책(分冊)이라고 알려져 있으며, 그리고 아마도 별도의 출판물에 발표될 수도 있고, 잡지나 신문과 같은 정기 간행물에서 발표될 수도 있다.
또한 단일 단편 소설로 시작한 작품을 연재(連載 ; Serialisation)로 바꾼 뒤 연속 출판물로 전환할 수도 있다. 역사적으로, 이러한 연속 출판물은 정기 간행물로 출판되어 왔다. 인기 단편 시리즈는 문고나 전집류의 책 형태로 함께 출판되기도 한다.

## 초기
17세기에 동적 유형의 문학은 일시적으로 성장했으며, 이따금 《L'Astrée》 및 《Le Grand Cyrus (키루스대왕)》과 같은 앞뒤가 맞지 않는 이야기를 촉발했다.
그 당시 책은 프리미엄 아이템이었기 때문에 가격을 낮추고 시장을 확대하기 위해 출판사들은 분책(fascicles)이라고 불리는 저비용 분할로 큰 작품을 제작했다. 이것들은 출판사가 제본한 서적에 쓰일 상당한 인쇄 실행 비용을 들이지 않고도 작품의 인기를 측정할 수 있도록 하는 매력을 더해 주었다. 만약 작품이 성공하지 못했다면 제본한 서적을 준비할 필요가 없었다. 반면에 연재된 책이 잘 팔리면 제본된 책도 잘 팔린다.

## 19세기와 20세기 초
연재 소설은 문해력의 증가, 인쇄 기술의 발전, 배포의 경제성 향상 등 복합적인 이유로 영국 빅토리아 시대에 인기가 급증했다.:34 빅토리아 시대의 소설(Victorian novel)은 대부분 처음에는 월간 또는 주간 정기 간행물에 등장했다.:13 1836년에 처음 출판된 찰스 디킨스의 소설 《The Pickwick Papers(원제:The Posthumous Papers of the Pickwick Club)》(픽윅 보고서)의 대성공은 정기 간행물 내에서 연재 형식의 생존 가능성과 매력을 입증하였다고 널리 여겨진다. 그 시대에는 “고품질”과 “상업적” 문학의 경계가 뚜렷하지 않았다.:31 인기 잡지에 연재물을 쓴 다른 유명한 작가로는 《월장석》(The Moonstone)과 같은 추리물을 발명한 윌키 콜린스, 그리고 원래 《스트랜드 매거진》에 연재하려고 셜록 홈즈 이야기를 만든 아서 코난 도일 경이 있다.
미국 정기 간행물은 처음에 영국 작가와 협조했지만, 시간이 지남에 따라 자국 작가에 바탕으로 두고 성장하였다. 《하퍼스 매거진》과 《디 애틀랜틱》과 같은 정기 간행물의 증가는 미국 문학 재사들과 함께 공생하며 성장했다. 잡지는 작가들에게 경제적 안정성을 육성하고 제공했으며, 작가들은 정기 간행물의 유통 기반을 키우는 데 도움을 주었다. 19세기 후반, 최고의 미국 작가로 여겨지는 사람들은 처음에는 연재물 형식으로 작품을 출판한 다음 완성된 서적 형식으로 출판했다.:51
1878년 《스크리브너스 몬슬리》(Scribner's Monthly)의 한 부분에, “이제 잡지에 출간할 수 없는 2류,3류 소설가이고, 한 권의 책으로 출판할 의무가 있으며, 최고의 소설가는 항상 잡지에 먼저 등장한다.”라고 설명하였다.:52 미국 연재작가 중에는 헨리 제임스와 허먼 멜빌이 있다. 당시 작가들의 매력 중 상당 부분은 연재물이 닿을 수 있는 광범위한 독자층, 그들은 출판된 작품의 추종자로 성장하였다. 연재 형식으로 공개된 최초의 중요한 미국 작품 중 하나는 해리엇 비처 스토의 《톰 아저씨의 오두막》이다. 1851년 6월 5일호를 시작으로 노예제 폐지론자의 정기 간행물인 《내셔널 이러》(국민시대; The National Era)에서 40주 넘는 기간에 걸쳐 발행되었다.
연재물은 미국 문학에서 너무 표준적이어서 그 시대의 저자들은 창작 과정에 연재 구조를 구축했다. 예를 들어 제임스는 자신의 작품을 비슷한 길이의 여러 부분으로 나누었다.:30 그 당시의 소설 소비는 20세기와는 달랐다. 소설은 한 권으로 읽는 대신 독자가 1년에 걸쳐 분할하여 소비하는 경우가 많았으며, 저자와 정기 간행물은 독자의 반응에 반응한다.
프랑스에서는 알렉상드르 뒤마와 외젠 쉬(Eugène Sue)가 연재 장르의 대가였다. 《삼총사》와 《몽테크리스토 백작》은 각각 문예란(feuilleton)에 등장했다. 《몽테크리스토 백작》은 139회로 늘어났다. 외젠 쉬의 연재소설 《방황하는 유대인》(Le Juif errant)은 잡지 《헌법》(Le Constitutionnel)의 유통량을 3,600에서 25,000으로 늘렸다. 곧 서적 형식으로 제작이 뒤따랐고, 연재는 19세기 소설이 그토록 길고 오래되는 주된 이유 중 하나였다. 에피소드별로, 줄 수로 저자에게 비용을 지불했기 때문에 저자와 발행인은 성공하면 스토리를 계속 진행했다. 귀스타브 플로베르의 《보바리 부인》은 1856년 《르뷔 드 파리》(La Revue de Paris)에 연재되었다.
일부 작가는 다작을 하였다. 알렉상드르 뒤마는 믿을 수 없는 속도로 글을 썼으며, 그의 동료와 하루에 12시간에서 14시간 동안 글을 썼기도 하였으며, 한 번에 연재 출판할 여러 소설을 작업했다. 그러나 모든 작가가 연재 속도를 따라갈 수 있지는 않았다. 예를 들어 윌키 콜린스는 출판 1주일 전에는 없었다. 독자의 욕구가 더 많은 연재를 요구함에 따라 글쓰기 속도와 양의 차이가 저자의 성공을 결정했다.
독일어권 국가(German-speaking countries)에서, 1875년 382,000부에 달한 주간 가족 잡지 《디 가르텐라우베》(Die Gartenlaube)가 연재소설에 널리 인기를 끌게 한다. 러시아에서, 《러시아 메신저》(The Russian Messenger) 잡지에 레프 톨스토이의 《안나 카레니나》를 1873년부터 1877년까지 연재했고, 표도르 도스토옙스키의 《카라마조프의 형제》를 1879년부터 1880년까지 연재하였다.
폴란드에서, 볼레스와프 프루스(Bolesław Prus)는 여러 연재소설을 썼다. 《초소》(Placowka)(1885~86)과 《인형》(Lalka)(1887~89), 《여성 해방론자들》(Emancypantki)(1890~93), 유일한 역사 소설 《파라온》(Faraon)(후자는 예외적으로 1894~95년 1년에 걸쳐 전체가 창작되었고, 1895~96년에 완성 이후에 연재되었다.)
또한 중국 청나라 말에도 작품이 연재되었다. 《구미귀》(九尾龜)는 1906년부터 1910년까지 연재되었다. 《20년간 내가 목격한 괴이한 일들》(二十年目睹之怪現狀)을 량치차오가 만든 잡지《신소설》(新小說)에 연재하였다. 《관장현형기(官場現形記)》는 1901~1903년에 걸쳐서 36회까지, 그 후 1903년 4월부터 1905년 6월까지 24회를 《상하이 세계번화보》(上海世界繁華報)에 연재, 최초 예정인 120회의 절반에서 끝났다.

## 20세 후반과 21세기 초
20세기 전반기에 방송(라디오와 TV 시리즈 모두)이 부상하면서 신문과 잡지가 엔터테인먼트에서 정보와 뉴스로 초점을 이동함에 따라 정기 간행물이 서서히 감소하기 시작했다. 그러나 정기 간행물에서 일부 소설은 연재를 유지하며 성공했다.
아미스테드 모핀(Armistead Maupin)이 지은 《테일 오브 더 시티》(Tales of the City) 시리즈의 첫 몇 권은 1978년부터 샌프란시스코 신문에 정기적으로 게재되었다. 《더 시리얼》(The Serial)(1976; 마린군), 《탱글드 라이브》(Tangled Lives)(보스턴), 《백타임》(Bagtime)(시카고), 《페더럴 트라이앵글》(Federal Triangle)(워싱턴DC)과 같은 다른 도시의 신문에 유사한 연재소설이 실렸다.
1984년에 시작된 톰 울프의 《허영의 불꽃》(The Bonfire of the Vanities)은 현대 뉴욕에 대한 작품으로, 잡지《롤링 스톤》에 27개 부분이 실렸으며, 부분적으로 디킨스의 소설에서 영감을 얻었다. 잡지는 그의 작품에 20만 달러를 지불했지만, 울프는 독립한 소설책으로 출판하기 전에 작품을 크게 수정했다. 《넘버원 여탐정 에이전시》(The No. 1 Ladies' Detective Agency) 시리즈의 저자 알렉산더 맥콜 스미스(Alexander McCall Smith)는 2004년에 자신의 소설 《44 스코틀랜드 스트리트》(44 Scotland Street) 출판을 매주 평일에 잡지《더 스코츠맨》(The Scotsman)에서 연재하는 실험을 했다. 마이클 셰이본은 2007년 《뉴욕 타임스 매거진》에 《길 위의 신사들》(Gentlemen of the Road)을 연재했다.
월드 와이드 웹의 출현으로 일부 저자는 연재형식을 바꾸었다. 스티븐 킹은 《더 플랜트》(2000년)로 실험했으며, 미셸 파버(Michel Faber)는 《가디언》지에 그의 소설 《더 크림슨 페탈 앤드 더 화이트》(The Crimson Petal and the White)를 연재하도록 허용했다. 2005년, 오슨 스콧 카드는 온라인 잡지 《인터갤럭틱 메디신 쇼》(InterGalactic Medicine Show)의 첫 번째 호에 절판된 그의 소설 《핫 슬립》(Hot Sleep)을 연재했다. 2008년 온라인 연재소설 《코더로이 멘션》(Corduroy Mansions)을 맥콜 스미스가 쓰고, 그 오디오 에디션을 앤드루 작스가 읽어서 일간 출판과 동일한 속도로 제공되었다. 2011년에 가명의 저자인 와일드보(Wildbow)는 《웜》(Worm)을 출판했는데, 이는 역사상 가장 인기있는 웹 연재물 중 하나로 남아 있다.
인터넷에서 팬 픽션의 증가는 FanFiction.Net(영문) 및 Archive of Our Own(영문)과 같은 웹사이트에서 볼 수 있듯이 연재소설 스타일의 출판을 따르다.
많은 야심만만한 작가들은 라이브저널, Fictionpress.com, fictionhub,, 왓패드와 같은 웹 기반 커뮤니티뿐만 아니라 독립적으로 연재형식으로 무료 읽기 작품을 게시하기 위해 또한 웹을 사용했다. 이러한 책 대부분은 성공적인 소설만큼 많은 독자가 있다. 일부는 《뉴욕 타임스》 베스트셀러와 같은 수의 독자가 있었다
덧붙여, 모바일 장치의 보급으로 인해 연재형식은 쥬크팝 시리얼(JukePop Serial), 및 시리얼 박스(Serial Box)과 같은 좋은 것에 더 많은 인기를 얻게 되었으며, 연재 소설의 홍보와 큐레이팅에 모든 초점을 맞춘 iOS 및 안드로이드 앱에서 더욱 대중화되었다.

## 같이 보기
- 연속 간행물 - 출판·간행 형식
- 문예란 - en:Feuilleton
- 텔레비전 프로그램
- 온라인 소설 (웹연재)